# Bistel
 (mai 2020).
Si vous disposez d'ouvrages ou d'articles de référence ou si vous connaissez des sites web de qualité traitant du thème abordé ici, merci de compléter l'article en donnant les références utiles à sa vérifiabilité et en les liant à la section « Notes et références ».
Bistel, acronyme de Belgian Information System by Telephone, était un système informatique de type vidéotex créé en 1986 à l'initiative du premier ministre de l'époque, Wilfried Martens.